# Georg Moritz Sigismund Blochmann
Georg Moritz Sigismund Blochmann (* 23. August 1820 in Dresden; † 28. Januar 1894 in Loschwitz) war ein deutscher Unternehmer und Stadtgastechniker in Dresden.

## Leben
Er war der Sohn des Ingenieurs und Gastechnik-Pioniers Rudolf Sigismund Blochmann.
Georg Moritz Blochmann errichtete bis 1868 17 Gasanstalten in kleineren sächsischen Städten wie Annaberg, Werdau, Bautzen, Zittau, Glauchau, Leisnig, Pirna, Reichenbach, Riesa, Auerbach, Forst, Waldheim und Zschopau. Als sein Vater im folgenden Jahr in den Ruhestand ging, übernahm er auch die Leitung des Berliner Gaswerks.
Im Deutschen Verein von Gas- und Wasserfachmännern gehörte er seit der Vereinsgründung 1859 bis 1868 dem Vorstand an und führte von 1860 bis 1865 den Vorsitz. Weiterhin widmete er sich der Ausbildung von Beleuchtungs- und Gasanlagentechnikern.
Karl Heinrich Kaufhold zufolge gilt er mit seinem Vater als einer der wichtigsten Pioniere unter den deutschen Gasfachleuten.
Am 10. Mai 1854 verlieh ihm König Maximilian II. von Bayern die goldene Medaille des Verdienstordens der Bayerischen Krone.
Blochmann war seit 1845 mit Luise Kühne verheiratet. Aus der Ehe gingen sieben Kinder hervor, darunter Reinhart Blochmann, Professor der Chemie an der Universität Königsberg, und der Zivilingenieur, Kalenderreformer und Kieler Stadtverordnete Rudolf Blochmann.

## Schriften
- Gedrängte Übersicht der Leistungen in der Ausführung der Gaswerke der Residenz Berlin. Berlin 1848
- Beschreibung eines neuen Apparates zur Analyse von Leuchtgas und anderen Gasgemengen. Dresden 1857
- Beiträge zur Geschichte der Gasbeleuchtung. Dresden 1871